# Karl van Beethoven

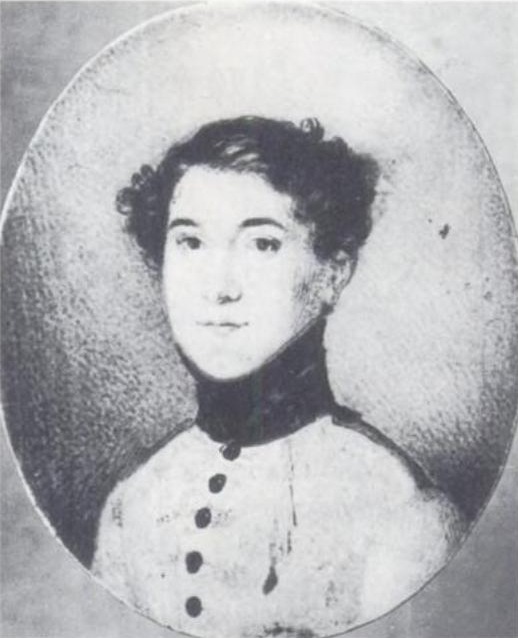
Anonyme Miniatur von Karl van Beethoven

Karl van Beethoven (* 4. September 1806 in Wien; † 13. April 1858 in Josefstadt) war der Neffe des Komponisten Ludwig van Beethoven.
Karl van Beethoven war der Sohn von Kaspar Anton Karl van Beethoven (getauft 8. April 1774), dem Bruder des Komponisten. Als sein Vater 1815 an Tuberkulose starb, entbrannte zwischen Ludwig van Beethoven und seiner Schwägerin ein jahrelanger Rechtsstreit um das Sorgerecht für ihn. Diese als „Neffenkonflikt“, „Neffenepisode“, „Neffentragödie“, „Neffenkomplex“ sowie „Tragödie eines Genies“ bezeichnete Episode im Leben des Komponisten gehört zu den zentralen Forschungsgebieten in der Beethoven-Forschung.

## Leben

### Herkunft
Karl van Beethoven kam im Jahr 1806 als Sohn von Beethovens Bruder Kaspar Karl (getauft am 8. April 1774, † 15. November 1815 in der Alservorstadt) und dessen Ehefrau, der Tapezierertochter Johanna van Beethoven geb. Reiss (* um 1786 in Wien, † 2. Februar 1868 in Baden bei Wien) zur Welt. Ludwig van Beethoven hegte eine tiefe Abneigung gegenüber seiner Schwägerin, der er einen unsittlichen Lebenswandel vorwarf, und bezeichnete sie des Öfteren in Anspielung auf Wolfgang Amadeus Mozarts Oper Die Zauberflöte als „Königin der Nacht“.

### Der „Neffenkonflikt“

#### Konflikt zwischen Ludwig van Beethoven und seiner Schwägerin
Am 14. November 1815, einen Tag vor seinem Tod, setzte der schwer kranke Kaspar Karl van Beethoven in seinem Testament seinen Bruder Ludwig van Beethoven als Vormund für seinen Sohn Karl van Beethoven ein. Ein von Kaspar Karl van Beethoven stammendes Kodizill, das seine Frau als Mitvormund vorsah, wurde von ihm widerrufen, aber nicht mehr notariell bestätigt.
Ende November 1815 beantragte Beethoven beim Landrecht das Sorgerecht für seinen Neffen Karl. Im Dezember 1815 reichte Beethoven u. a. mit Hinweis auf die Vorstrafe seiner Schwägerin, die diese nach einer Unterschlagung von Schmuck erhalten hatte, beim Magistrat eine Petition ein, Johanna van Beethoven von der Vormundschaft auszuschließen. Die Petition wurde abgewiesen, vom Magistrat aber an die Landrechte weitergeleitet. Die Entscheidung des k. k. niederösterreichischen Landrechts vom 9. Januar 1816 legte Beethoven als alleinigen Vormund für seinen Neffen Karl fest.
Am 2. Februar 1816 kam Karl van Beethoven in das Internat des Cajetan Giannatasio del Rio in Wien in der Landstraße, wo er bis zum 24. Jänner 1818 blieb. Ludwig van Beethoven zog bald in die Nähe des Internats und engagierte seinen Schüler Carl Czerny als Klavierlehrer für seinen Neffen; Karl van Beethoven sollte gemäß den Plänen seines Onkels auf eine musikalische Karriere vorbereitet werden. Auf emotionaler Ebene jedoch verhielt sich Beethoven distanzierter. So sagte er den Besuch, den beide dem Grab von Kaspar Karl van Beethoven zu dessen ersten Todestag hatten abstatten wollen, kurzfristig ab, blieb fern, als Karl van Beethoven sich einer Leistenoperation unterziehen musste, und verbrachte seine sommerlichen Kuraufenthalte auf dem Land allein, während sein Neffe allein in Giannatasio del Rios Institut zurückblieb.
Nach einem Hinweis von Giannatasio del Rio, dass Karl nach den Besuchen seiner Mutter „ihr immer nachweint“, erwirkte Beethoven im Februar 1816 beim Landrecht, bestimmen zu können, ob und wann Johanna van Beethoven ihren Sohn besuchen dürfe. Am 4. September 1816 gab sie die Erklärung ab, „zur Herstellung der Einigkeit“ zugunsten Beethovens auf ihre Vormundschaftsansprüche zu verzichten.
Im Laufe des Jahres 1817 erhielt Karl van Beethoven 2000 Gulden aus dem Erbteil seines Vaters und Johanna van Beethoven als Ausgleich dafür das Gesamteigentum am Haus 121 in der Alservorstadt. Im gleichen Jahr wurde sie verpflichtet, die Hälfte ihrer Pension an Karl auszuzahlen; im November sah Ludwig van Beethoven sich veranlasst, die ausbleibenden Zahlungen gerichtlich einzufordern.
Im Jänner 1818 wurde Karl van Beethoven von seinem Onkel aus dem Internat genommen und lebte nun in dessen Haushalt. Er besuchte die dritte Klasse des Gymnasiums der Universität; den Klavierunterricht setzte Ludwig van Beethoven fort. Beethoven bestand weiterhin darauf, dass sein Neffe das Akademische Gymnasium besuche. Er hatte zwar Karls Mangel an musikalischem Talent erkannt, sah aber nun stattdessen eine wissenschaftliche Karriere für seinen Neffen vor.
Als Karl van Beethoven während einer Kur seines Onkels bei Pastor Fröhlich in Mödling untergebracht war, nutzte Johanna van Beethoven diese Gelegenheit, ihren Sohn mehrmals heimlich zu besuchen. Nachdem Karl van Beethoven im Dezember 1818 zu seiner Mutter geflüchtet war und von der Polizei zu seinem Onkel zurückgebracht wurde, erreichte Johanna van Beethoven in einem weiteren Prozess, dass Ludwig van Beethovens Adelstitel und Vormundschaftsansprüche aberkannt wurden. Beethoven selbst hatte durch seine Aussage, er würde seinen Neffen das reputable Wiener Theresianum besuchen lassen, wenn er denn nur adelig wäre, unvorsichtigerweise zugegeben, dass das „van“ in seinem Namen nicht adeligen (sondern flämischen) Ursprungs war. Kurz vorher war trotz prominenter Fürsprache u. a. durch Erzherzog Rudolph, einen Schüler Beethovens, Beethovens Vorhaben, seinen Neffen bei dem Theologen Johann Michael Sailer unterrichten zu lassen, an der von Polizei-Hofstelle und Magistrat verweigerten Zustimmung gescheitert.
Johanna van Beethoven übernahm zunächst mit Magistratsrat Mathias von Tuscher die Vormundschaft; Karl van Beethoven kam zu seiner Mutter. Beethoven erwog, das ihm auferlegte Besuchsrecht durch sein Vorhaben zu umgehen, seinen Neffen heimlich bei Aloys Weißenbach unterzubringen, wurde aber anscheinend von Freunden überzeugt, diese Pläne aufzugeben. Nach drei Monaten jedoch zog sich Mathias von Tuscher zurück; an seine Stelle trat Stadtsequester Nußbök. Als Begründung gab Mathias von Tuscher „die Menge der Amtsgeschäfte, als auch mehrere andere Gründe“ an. Möglich ist aber auch, dass Beethoven versucht hatte, ihn in seinem Sinne zu manipulieren.
Nach den Ereignissen vom Dezember 1818 zog Beethoven mit Unterstützung des Juristen Johann Baptist Bach vor das niederösterreichische Appellationsgericht. Bach schätzte die Erfolgsaussichten wegen Beethovens Taubheit als begrenzt ein und befürwortete eine gemeinsam von Beethoven und seiner Schwägerin ausgeübte Vormundschaft. Am 8. April 1820 stimmte das Gericht Beethovens Vorschlag zu, dass er die Vormundschaft gemeinsam mit seinem Freund Karl Peters, dem Hauslehrer bei der Familie Lobkowitz, ausüben sollte. Gegen Johanna van Beethoven sprachen ihre Vorstrafe sowie ihre Unfähigkeit, mit Geld umzugehen. Bedenken wegen Beethovens Taubheit und seines gehässigen Verhaltens gegenüber seiner Schwägerin wurden von seiner Reputation und seiner finanziellen Großzügigkeit Karl gegenüber zerstreut. Nachdem Johanna van Beethovens Beschwerde keinen Erfolg hatte, widmete sie sich ihrer 1820 geborenen Tochter Ludovica. In der Folgezeit lebte Karl van Beethoven vom 22. Juni 1819 bis zum Jahr 1823 im Blöchlingerschen Institut, wo er sehr gute Leistungen und einen hervorragenden Schulabschluss erzielte.

#### Unterstützung durch Antonie Brentano
Beethoven bemühte sich vorübergehend um die Erziehung seines Neffen bei dem bekannten Theologen und Pädagogen Johann Michael Sailer in Landshut. Dabei wurde er unterstützt von Antonie Brentano, die 1809 bis 1812 in Wien gelebt hatte und in dieser Zeit eng mit Beethoven befreundet war. Sie schrieb am 22. Februar 1819 einen umfangreichen Brief an Sailer, mit dem sie ebenfalls befreundet war, und setzte sich für die Realisierung dieses Plans ein.
Um dieser Bitte Nachdruck zu verleihen, wandte sich Beethoven am 22. Juni 1819 sogar an Kaiser Franz I. persönlich, der das Gesuch des Komponisten jedoch ablehnte. Die Erziehung eines gebürtigen Österreichers, selbst in einem anderen Staat des Deutschen Bundes, war zu der Zeit generell nur in Ausnahmefällen möglich.

#### Konflikt zwischen Ludwig van Beethoven und seinem Neffen
Karl van Beethoven begann ein Philologiestudium, lebte weiterhin bei seinem Onkel und unterstützte den Komponisten, der gerade an der Missa solemnis und an der 9. Sinfonie arbeitete, unter anderem mit Sekretärsarbeiten. Als Ludwig van Beethoven im Jänner 1823 von der Erkrankung seiner Schwägerin erfuhr und ihr ihren Anteil am Unterhalt erlassen wollte, ließ er sich zunächst durch Einwände seines Neffen, Johanna van Beethoven könne dann ihre unsolide Lebensweise fortsetzen, davon abbringen, setzte aber ein Jahr später sein Vorhaben dennoch in die Tat um. Am 6. März 1823 setzte Beethoven ein Testament mit seinem Neffen als Universalerben auf.
Doch kam es im zunächst harmonischen Zusammenleben zwischen beiden zu Spannungen, als Karl van Beethoven, als er mit dem Studium Schwierigkeiten bekam, den Wunsch äußerte, Soldat zu werden. Als sich die Schwierigkeiten im Studium fortsetzten, setzte Karl van Beethoven durch, am Polytechnischen Institut eine kaufmännische Ausbildung aufnehmen zu können. Im September 1823 bot Verleger Maurice Schlesinger, der mit Ludwig van Beethoven über dessen Streichquartett Nr. 15 in a-Moll op. 132 verhandelte, Karl van Beethoven eine Stelle in London an, wo er eine Kunsthandlung aufbauen wollte, doch sabotierte Ludwig van Beethoven dieses Vorhaben.

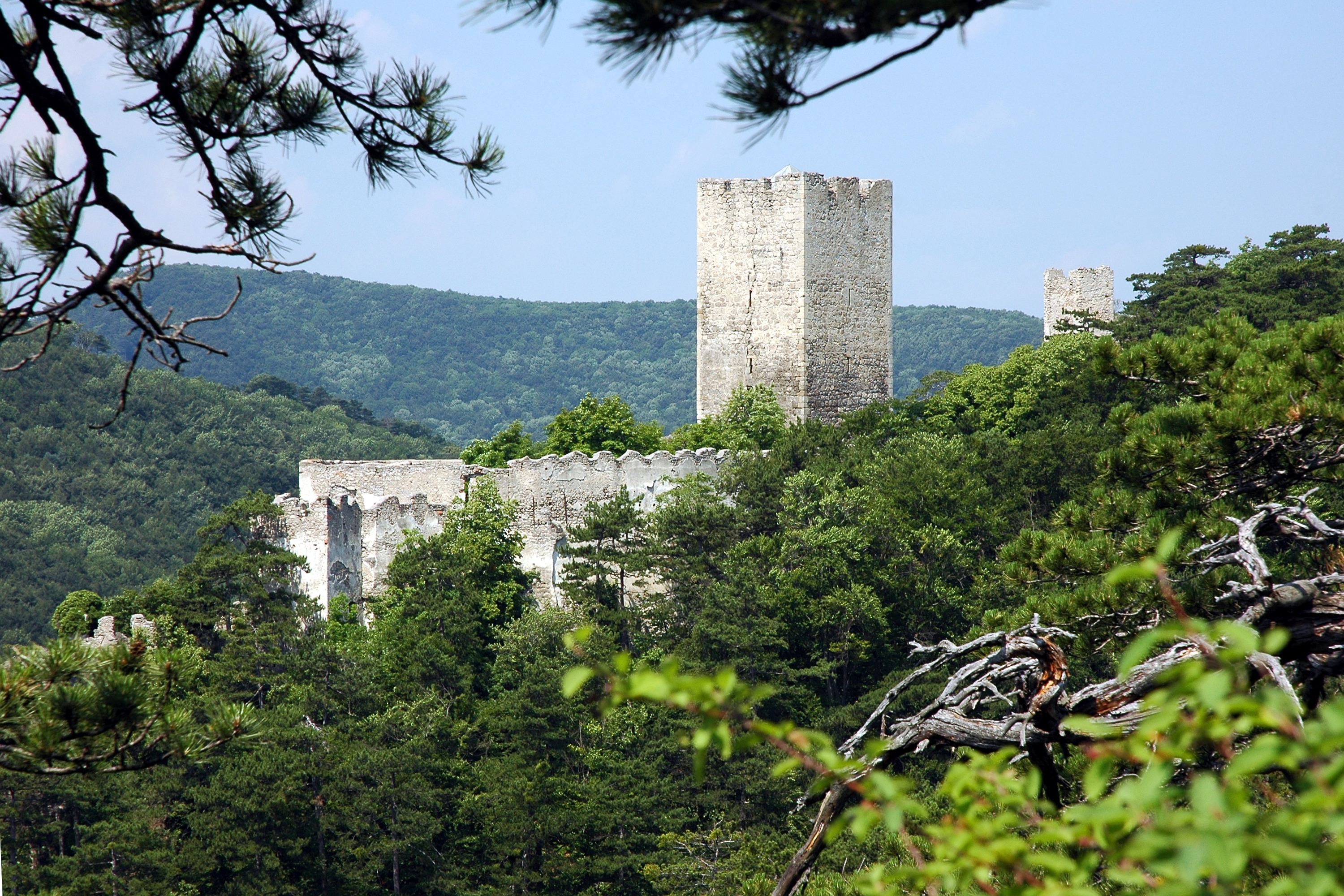
Burgruine Rauhenstein

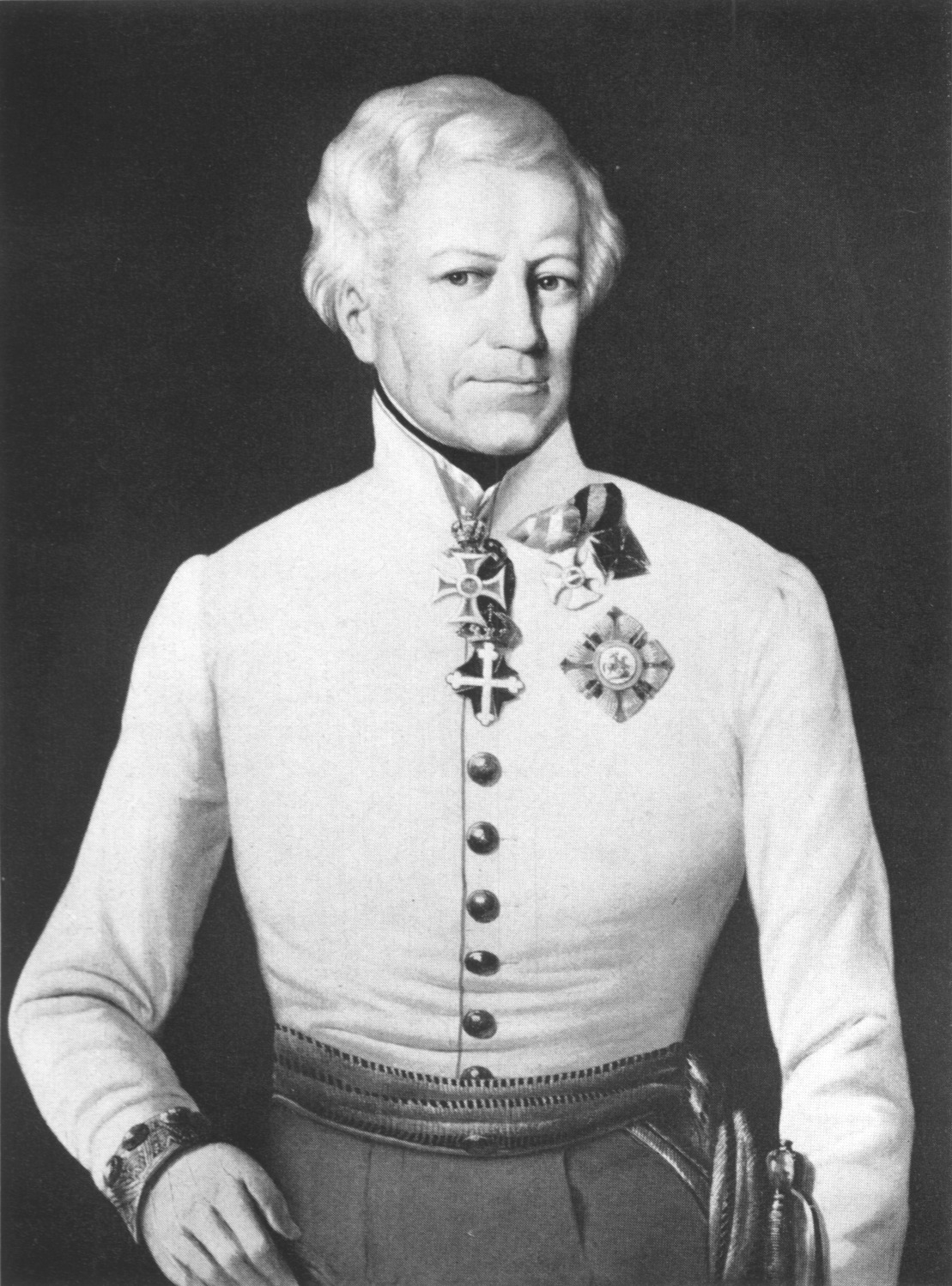
Joseph von Stutterheim, der Förderer Karl van Beethovens im Militär

In dieser Zeit versuchte Ludwig van Beethoven immer mehr Kontrolle über das Privatleben seines Neffen zu erlangen. Beethoven ließ sich von Karl über seinen Tagesablauf und seine Aktivitäten Bericht erstatten und setzte seinen Freund Karl Holz ein, der Karl beobachten sollte. Dies gipfelte schließlich am 6. August 1826 darin, dass Karl van Beethoven sich auf der Burgruine Rauhenstein nahe dem Helenental, in dem Ludwig van Beethoven gerne Spaziergänge unternahm, durch einen Pistolenschuss das Leben nehmen wollte. Karl van Beethoven hatte am Vortag seinem Vermieter Schlemmer und dessen Ehefrau gegenüber Suizidabsichten geäußert und seine Uhr versetzt, um sich zwei Pistolen kaufen zu können. Auf Burg Rauhenstein setzte er zwei Pistolenschüsse auf seine Schläfe ab; nur einer der beiden Schüsse traf und hinterließ lediglich einen Streifschuss. Wenige Stunden später wurde Karl van Beethoven von einem Fuhrmann gefunden; auf eigenen Wunsch brachte man ihn zu seiner Mutter in die Adlergasse.
Nach seiner Genesung verlebte Karl van Beethoven, dessen Vormund nun Ludwig van Beethovens Jugendfreund Stephan von Breuning wurde, den Sommer mit seinem Onkel auf dem Landgut von Ludwig van Beethovens Bruder Johann van Beethoven, dem Schloss Wasserhof in Gneixendorf.
Karl van Beethovens Lernschwierigkeiten, die nun ebenfalls am Polytechnischen Institut einsetzten, sowie sein Suizidversuch führten nun definitiv zum Eintritt ins Militär. Sein Onkel litt zum einen unter den polizeilichen Ermittlungen und dem Gerede in Wien, zum anderen gab er unter dem Eindruck der Geschehnisse seinen Widerstand gegen den Wunsch seines Neffen, Soldat zu werden, auf.
Karl van Beethoven trat als Kadett in das 8. Infanterieregiment „Erzherzog Ludwig“ in das 150 Kilometer von Wien entfernte Iglau in die Armee ein. Wegen des schlechten Gesundheitszustandes seines Onkels, der wenige Wochen später zum Tod des Komponisten führen sollte, konnte Karl van Beethoven seinen Militärdienst erst mit Verspätung antreten. Dort wurde Karl van Beethoven von Feldmarschallieutenant Joseph von Stutterheim betreut; Ludwig van Beethoven widmete aus Dankbarkeit dafür dem Feldmarschallieutenant sein Streichquartett Nr. 14 cis-Moll op. 131. Am 3. Januar 1827 setzte Ludwig van Beethoven sein nunmehr letztes Testament auf; auch hier setzte er seinen Neffen zum Universalerben ein.
Nach Karl van Beethovens Eintritt in das Militär gab es zwischen ihm und Ludwig van Beethoven keinen persönlichen Kontakt mehr. Karl van Beethoven fehlte auch auf dem Begräbnis seines Onkels, weil ihn die Todesnachricht erst mit einigen Tagen Verspätung erreichte.

### Nach Ludwig van Beethovens Tod
Karl van Beethoven wurde im Mai 1832 ehrenvoll als Unterleutnant aus dem Militär entlassen und heiratete am 28. August desselben Jahres Karoline Naske, die Tochter des Iglauer Stadtadvokaten Maximilian Naske. Aus der Ehe gingen fünf Kinder hervor.
Im Jahr 1834 bewarb sich Karl van Beethoven um eine Stelle als Grenzwartkommissär. Als die Bewerbung trotz eines Schreibens an Kaiser Franz vom 14. Mai 1835 unbeantwortet blieb, zog Karl van Beethoven sie im Mai 1836 zurück. Ab da lebte er als Privatmann; als Alleinerbe seiner Onkel Ludwig van Beethoven und Johann van Beethoven war er finanziell versorgt.
Karl van Beethoven starb am 13. April 1858 an Leberkrebs.

## Nachfahren
Aus der Ehe Karl van Beethovens mit Karoline Naske gingen ein Sohn und vier Töchter hervor:
- Karoline Johanna van Beethoven (* 5. November 1831 in Alservorstadt, † 30. August 1919 in Wien)
- Maria Anna van Beethoven (* 31. August 1835 in Niklowitz, † 29. September 1891 in Dornbach)
- Ludwig Johann van Beethoven (* 8. März 1839, † zwischen 1890 und 1916 in Frankreich oder Belgien)
- Gabriele van Beethoven (* 23. März 1844 in Wien, † 10. Oktober 1914 in Josefstadt)
- Hermine van Beethoven (* 31. Juli 1852 in Josefstadt, † 7. April 1887 in Fünfhaus).

### Karoline Johanna van Beethoven und Maria Anna van Beethoven
Die Töchter Karl van Beethovens heirateten später in Beamtenfamilien ein. Karoline Johanna van Beethoven und Maria Anna van Beethoven heirateten die Brüder Franz und Paul Weidinger, zwei Bankbeamte. Gabriele van Beethovens Ehemann Robert Heimler arbeitete ebenfalls für eine Wiener Bank. Hermine van Beethovens Ehemann Emil Axmann war Stationschef in Karlsbad; Hermine van Beethoven selbst wurde Klavierlehrerin.

### Ludwig Johann van Beethoven
Karl van Beethovens Sohn Ludwig Johann van Beethoven heiratete am 27. Februar 1865 Maria Anna Philippina Nitsche (* 27. März 1846 in Wien, † 19. Mai 1917 in Wien-Lainz). Das Ehepaar soll insgesamt sechs Kinder gehabt haben; die Namen und Lebensdaten einiger dieser Kinder sind nicht bekannt. Ludwig Johann van Beethoven wurde zwischen Sommer 1868 und Februar 1870 durch die Vermittlung des Komponisten Richard Wagner vom bayerischen König Ludwig II. mit insgesamt 1.175 Gulden finanziell unterstützt. Nach einer kurzen Beschäftigung beim Deutschen Orden lebte er ohne feste Anstellung und ließ sich von Adeligen finanziell unterstützen, indem er sich als Ludwig van Beethovens Enkel sowie als „Baron van Beethoven“ ausgab. So erging gegen ihn und seine Ehefrau am 1. Mai 1872 ein Verhaftsbefehl wegen Betrugs und Unterschlagung; am 30. Juli 1872 folgte die Verhängung einer Gefängnisstrafe von vier Jahren für ihn und sechs Monaten für seine Frau. Bereits am 20. August 1871 war das Ehepaar mit Sohn Karl Julius Maria (* 8. Mai 1870 in München, † 10. Dezember 1917 in Wien, Garnisonsspital 1) nach Amerika ausgewandert und ließ sich nach mehreren Umzügen in Detroit nieder. Während Maria van Beethoven Konzertpianistin wurde, arbeitete Ludwig Johann van Beethoven zunächst für die Eisenbahngesellschaft Michigan Central Railroad Company und gründete später, am 1. Januar 1874, eine Dienstmänner-Gesellschaft. Nach einem Besuch des Ehepaares mit den Kindern Karl und Meta (* 1874 in Chicago, † zwischen 1878 und 1890, angeblich bei einem Schiffsausflug in Amerika) in Wien und der Rückkehr nach Amerika fehlen gesicherte Informationen über Ludwig Johann van Beethovens weiteren Lebensweg. Er soll unter dem Namen Louis van Houven zuletzt Direktor der Pacific Railroad in New York gewesen sein. Er starb zwischen 1890 und 1916 in Frankreich oder Belgien.

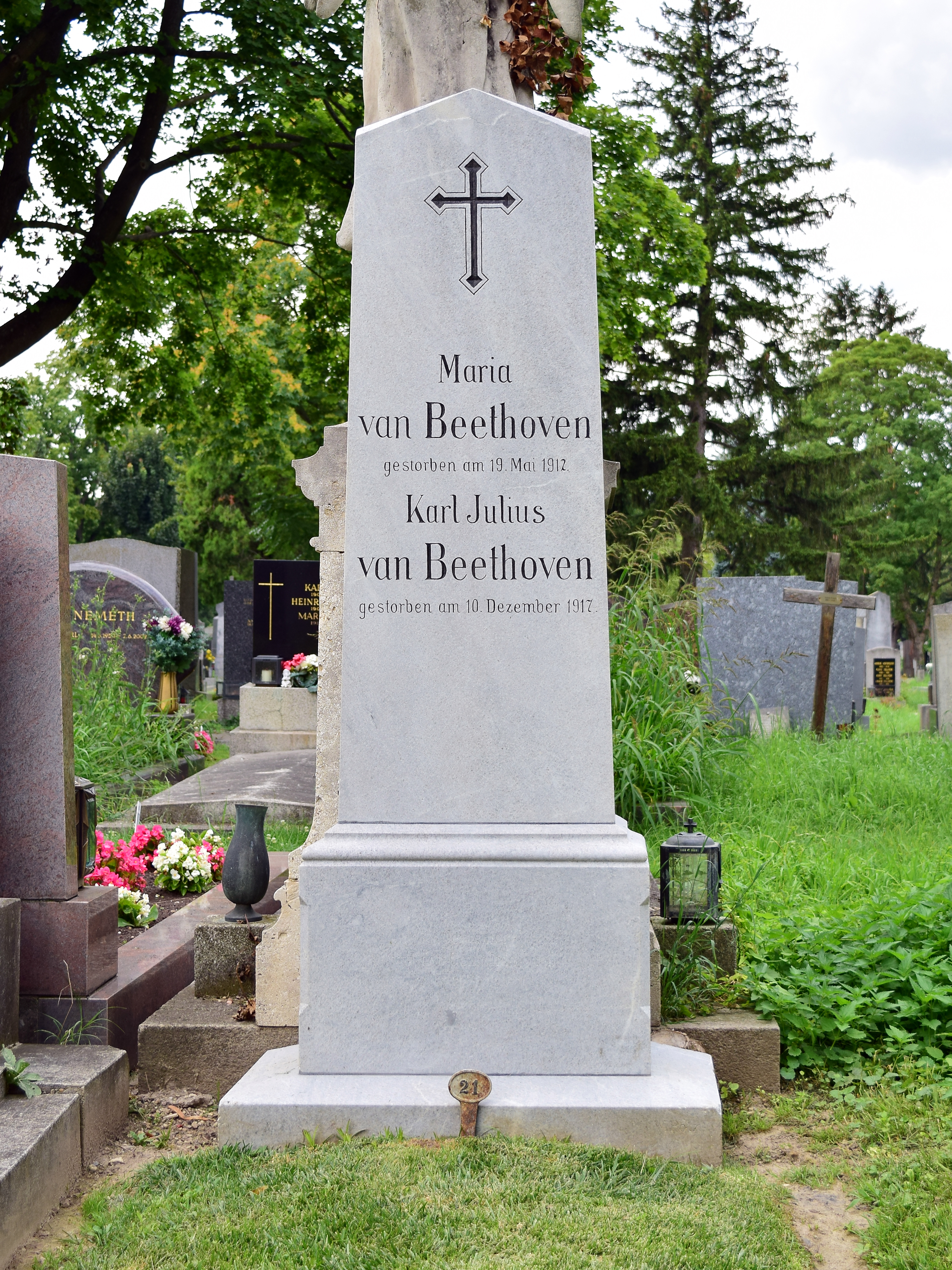
Ehrenhalber gewidmetes Grab auf dem Wiener Zentralfriedhof

### Karl Julius Maria van Beethoven
Karl Julius Maria van Beethovens Leben liegt weitgehend im Dunkeln. Er schrieb als Journalist für belgische und englische Zeitschriften. Einigen Zeitungsberichten zufolge befand er sich im Sommer 1917 als Landsturmmann im Wiener Deutschmeisterregiment wegen eines Fußleidens in einem Wiener Lazarett und war laut Bericht eines Hannoverschen Offiziers „furchtbar verkommen in Schmutz und Elend, mittellos […] total verloddert“. Karl Julius Maria van Beethoven starb kinderlos am 10. Dezember 1917 im Lazarett als letzter Träger des Namens Beethoven in Karl van Beethovens Nachkommenschaft (und somit auch im Familienzweig des Komponisten Ludwig van Beethoven).
Karl Julius Maria van Beethoven ist gemeinsam mit seiner Mutter, Marie Anna Philomena van Beethoven, in einem ehrenhalber gewidmeten Grab auf dem Wiener Zentralfriedhof bestattet (Gruppe 84, Reihe 28, Nr. 21).

## Bewertung des „Neffenkonflikts“ in der Beethoven-Forschung

### Anton Schindler

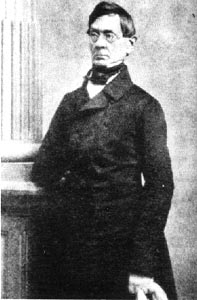
Anton Schindler

Die Schilderung von Anton Schindler, Beethovens erstem Biographen, teilt die Beteiligten mit dem „Heros der Musik“ auf der einen Seite und dessen Familienangehörigen als Vertreter einer moralischen Liederlichkeit auf der anderen Seite in zwei Gruppen ein.
So hätten die Brüder Johann und Kaspar Karl den Komponisten in seiner Gesundheit sowie seiner Schaffenskraft beeinträchtigt.
Dem Neffen Karl wirft Schindler Hang zum Spiel, einen Missbrauch seiner Freiheit sowie zu viel Umgang mit seiner Mutter und seiner Tante (der Ehefrau von Beethovens Bruder Johann van Beethoven) vor, die moralisch gleichermaßen heruntergekommen seien. Karl habe in Gneixendorf keine Rücksicht auf den schlechten Gesundheitszustand seines Onkels genommen. In Wien habe er, statt selbst einen Arzt zu rufen, lieber Billard gespielt und stattdessen einen Diener losgeschickt, der seinen Auftrag wiederum verspätet ausgeführt habe.
Schindler rechnet es Beethoven hoch an, dass dieser versucht habe, seinen Neffen Johannas Einfluss zu entziehen. Darüber habe Beethoven zu Schindlers Bedauern anstatt vieler Noten viele Briefe geschrieben, durch die Beethoven zudem in einem schlechten Licht dastehen könnte. Dem Komponisten hätten „die erforderlichen Erziehungsgeschäfte gefehlt“, wobei die Aufgabe, Karl zu erziehen, aber auch von außergewöhnlicher Natur gewesen sei. Beethoven sei dem zu Lügen neigenden Neffen gegenüber zu oft vertrauensselig gewesen; dessen Suizidversuch hätte aus dem Komponisten einen Greis gemacht.
Wie sich später herausstellte, hat Schindler in seiner Beethoven-Biographie und sogar in den Konversationsheften des Komponisten zahlreiche Verfälschungen vorgenommen. Zum einen wollte er Beethoven in einem möglichst günstigen Licht darstellen, zum anderen habe er, wie Psychoanalytiker Stefan Wolf vermutet, die Zurückweisung seiner Person sowie seiner Sekretärsdienste durch Beethoven nie verwinden können. Schindlers Idealisierung Beethovens sowie die Abwertung von Beethovens Angehörigen impliziert Wolf zufolge, möglicherweise von Schindler unbeabsichtigt, eine Abwertung Beethovens, da dieser mit Hilfe seiner Integrität, die Schindler ihm zuschreibt, die Charakterschwäche seiner Angehörigen eigentlich hätte erkennen müssen.

### Alexander Wheelock Thayer

Alexander Wheelock Thayer

In den 2.500 Seiten von Alexander Wheelock Thayers Beethoven-Biographie nimmt der Neffenkonflikt insgesamt lediglich fünf Seiten ein. Ab Einsetzen des Neffenkonflikts überließ Thayer seinen Koautoren Hermann Deiters und Hugo Riemann die Arbeit an der Biografie, die Thayer selbst, wie die Psychoanalytiker Richard und Editha Sterba bemerkt haben, von nun an Kopfschmerzen bereitete, was ihn aber nicht von anderen wissenschaftlichen Werken abhielt.
Thayer zufolge war Beethovens Vorhaben wegen dessen Hilflosigkeit gegenüber den Anforderungen des täglichen Lebens von Anfang an zum Scheitern verurteilt. Seinem Neffen Karl gegenüber habe Beethoven sich in uneinheitlicher Weise mal streng, mal weich verhalten. Trotz Johanna van Beethovens moralischer Verwerflichkeit, die für Beethovens Bemühen um das Sorgerecht gesprochen habe, habe Karl seine Mutter gebraucht, deren Handeln Thayer damit erklärt, dass sie ihren Sohn „vielleicht wirklich liebte“, sowie mit dem rigorosen Auftreten des Komponisten.
Der zu Müßiggang neigende Karl habe keinen Studienfleiß gezeigt sowie die Schwächen seines Onkels genutzt, um „eine Art Herrschaft über ihn“ zu gewinnen.
Als Motive für den Suizidversuch zieht Thayer Beethovens kontrollierendes Verhalten, Karls Schuldgefühle gegenüber seinem Onkel sowie Karls Geldschulden verbunden mit einer Angst vor Strafe in Betracht. Schindlers Vorwürfe des zu nahen Umgangs mit der Tante und der zu späten Hinzuziehung eines Arztes werden entkräftet; Beethoven sei bereits krank nach Gneixendorf gekommen.
Erstmals suche ein Beethoven-Biograph, so Wolf, Mitverantwortung am Neffenkonflikt bei Beethoven; auch finde die bereits bei Schindler versuchte Anwendung der Dispositionstheorie hier differenzierter statt, indem Beethovens Handlungsweise auch durch den von außen kommenden Einfluss der Ertaubung erklärt werde.
Auf der anderen Seite bemerkt Wolf in Thayers Werk trotz dessen Bemühungen um Objektivität emotionale Identifizierungen mit Beethoven. Aussagen Karls, die dem entworfenen Persönlichkeitsbild Beethovens widersprächen, würden sofort bezweifelt und dienten gleichzeitig als Erklärung für Beethovens kontrollierendes Verhalten. Hier finde eine Identifikation mit Beethovens eigenen Zweifeln gegenüber seinem Neffen statt.

### Paul Bekker

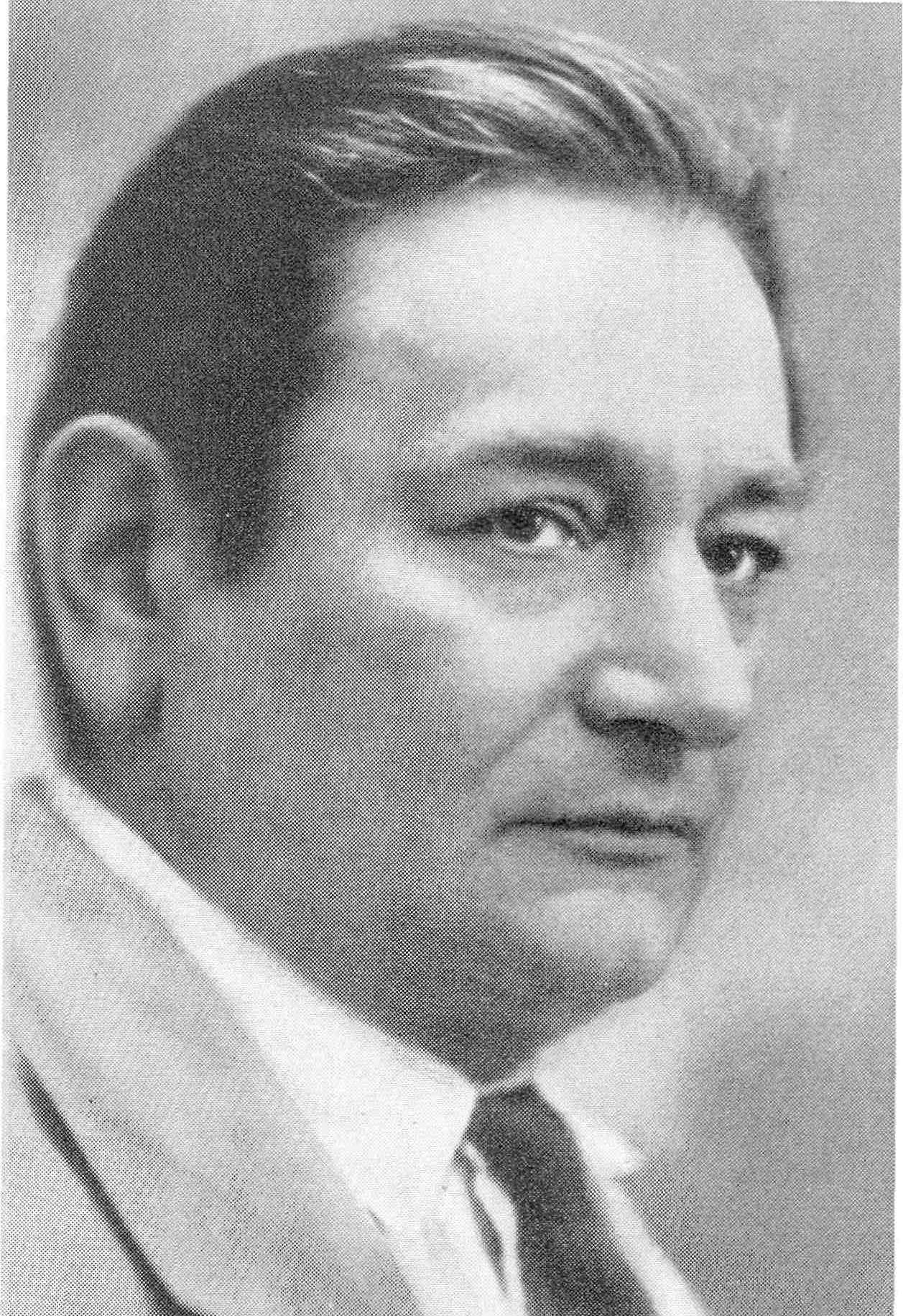
Paul Bekker

Paul Bekker konzentriert sich in seiner Beethoven-Biographie von 1912 auf die Werkbeschreibungen, setzt im biographischen Teil aber einen Schwerpunkt auf den Neffenkonflikt, der laut Bekker das „folgenschwerste Verhängnis“ in Beethovens Leben war. Wolf sieht es als Widerspruch an, wenn Beethoven laut Bekker die Vormundschaft einerseits als Pflichterfüllung, andererseits als „einen neuen Daseinszweck“ ansah.
Johanna van Beethoven hat laut Bekker durch ihre Intrigen Beethovens Verhalten provoziert, worunter Karl zu leiden gehabt habe. Karl wiederum habe die Gutmütigkeit seines Onkels ausgenutzt; sein Suizidversuch habe die tödliche Krankheit des Komponisten ausgelöst, der sich seinem Neffen gegenüber trotzdem immer noch verpflichtet gefühlt habe.

### Theodor von Frimmel
Theodor von Frimmel zufolge ließen das erschlichene Kodizill und Johanna van Beethovens verderbtes Wesen Ludwig van Beethoven keine andere Wahl, als um die Vormundschaft zu kämpfen. Karl van Beethoven habe unter dem schlechten Einfluss seiner Mutter und im Studium zusätzlich seines Studienfreundes Niemetz gestanden; Letzterer habe Karl zur Geldverschwendung und zu Kaffeehausbesuchen angestiftet. Der Suizidversuch sei ein dummer Streich mit einer verderblichen Wirkung auf Beethoven gewesen; der Militärdienst sei für Karl überaus heilsam gewesen.
In der durch von Frimmel geschilderten Formbarkeit Karl van Beethovens durch seine Mutter und seinen Studienfreund – bezeichnenderweise aber nicht durch Beethoven selbst – sieht Stefan Wolf einen Ausdruck in von Frimmels eigenem Erziehungsideal.

### Walter Riezler
In Walter Riezlers Biographie Beethoven von 1936 nimmt die Beschreibung des Lebens Beethovens nur begrenzten Raum ein.
Die Vormundschaft habe Beethoven aus Familiensinn und Pflichtgefühl, gleichzeitig aber auch aus einem unerfüllten Kinderwunsch heraus übernommen. Der Neffe habe sich Beethovens Liebe allerdings als „nicht würdig“ erwiesen. Beethovens Abneigung seiner Schwägerin gegenüber sei verständlich, allerdings habe er eine „gewisse moralische Starrheit“ gezeigt und darin versagt, seinen Neffen von der Mutter zu trennen und ihm seine Ideale zu vermitteln.
Die Folgen der Handlungen der Beteiligten lässt Riezler außer Acht. Indem Riezler ebenso wenig auf die Ursachen von Karl van Beethovens Suizidversuch eingeht, folgt er Wolf zufolge dem Geist seiner Zeit, die den Suizid generell tabuisierte.

### Editha Sterba und Richard Sterba
Editha und Richard Sterbas 1964 auf Deutsch erschienene Abhandlung zum Neffenkonflikt war die erste und für lange Zeit die einzige von professionellen Psychologen verfasste Untersuchung zum Thema. Sie wollte die Geschehnisse mit Beethovens Persönlichkeit und diese wiederum mit frühkindlichen Entwicklungen erklären.
Der autoritäre Erziehungsstil des Vaters habe im Erwachsenenalter zur Auflehnung gegen jegliche Art von Autoritäten geführt. Beethovens Verhalten vor allem seiner Schwägerin gegenüber lasse auf Ablehnung gegen seine Mutter schließen. Auf der anderen Seite stehe eine übertriebene „zärtliche“ Beziehung insbesondere zum Bruder Kaspar Karl, zu dessen Ersatz der Neffe Karl später wurde. Beethoven habe zu beiden eine mütterliche Einstellung mit einer „homosexuelle[n] Strömung“ eingenommen. Beethoven sei sich mit einem schlechten Gewissen dessen bewusst gewesen, dass er seiner Schwägerin das Kind zu Unrecht zu entreißen versucht habe, was sich beispielsweise durch Versuche der Wiedergutmachung ihr gegenüber äußerte. Beethoven habe seinen Neffen so sehr mit Aufträgen und Kontrolle in Anspruch genommen, dass dieser im Studium scheitern musste. Karl habe sich mit seinem Suizidversuch von seinem Onkel lösen können, der ihm gegenüber die Rolle einer „vergiftenden Mutter“ eingenommen habe. Gleichzeitig sei der Suizidversuch als „Mordersatz“ eine Reaktion auf die erdrückende Liebe seines Onkels. Beethovens Zerstörungstrieb habe sich in Form von Todesahnungen und Erkrankungen gegen seine eigene Person gerichtet.
Für Kontroversen sorgte die Abhandlung des Ehepaars Sterba mit der Postulierung einer „homosexuellen Komponente“ in der Persönlichkeit Beethovens. Laut Stefan Wolf steht hierbei jedoch nicht der Aspekt der gleichgeschlechtlichen Partnerwahl im Vordergrund, sondern die von Sigmund Freud beschriebenen Aspekte der „Mutterbindung, Narzißmus, Kastrationsangst sowie Verführung“ in der frühkindlichen Entwicklung. Daraufhin die Thesen der Sterbas, wie Harry Goldschmidt es tat, mit Belegen für Beethovens Manneskraft zu widerlegen oder gar Beethoven homosexuelle Neigungen gegenüber seinem Neffen zu unterstellen, sei daher missverständlich.
Insgesamt würdigt Stefan Wolf Editha und Richard Sterba dafür, dass der Neffenkonflikt erstmals unter psychologischem Aspekt erforscht wurde und von nun an größere Aufmerksamkeit erfuhr.

### F. Zobeley
In seiner 1965 verfassten Beethoven-Biographie verknüpft F. Zobeley das Leben des Komponisten mit seinem Werkschaffen. Unter diesem Blickwinkel wird der Neffenkonflikt in dem Sinne geschildert, dass er das Werkschaffen Beethovens gestört habe. Karl van Beethoven habe die Streitigkeiten zwischen seiner Mutter und seinem Onkel zu seinem Vorteil ausgenutzt, sei „kapriziös“ gewesen und habe Fleiß und Sparsamkeit vermissen lassen. In Gneixendorf habe er nur herumgetrödelt; sein Militäreintritt sei für seinen Onkel eine Wohltat gewesen.
Stefan Wolf zufolge wird Beethoven in Zobeleys Darstellung ähnlich heroisiert wie bei Schindler. Eine Beschreibung der Biographie Beethovens und damit auch des Neffenkonflikts sowie eine psychologische Deutung geraten zur Nebensache; so wird auch die Rolle Johanna van Beethovens nur am Rande behandelt.

### M. Cooper
In seinem 1970 erschienenen Buch Beethoven. The last Decade sieht Cooper den Neffenkonflikt in einer Umbruchphase, in der der Komponist seine Heiratswünsche, die auf Grund seiner Taubheit, seiner „homosexuellen Komponente“ und der inkompatiblen Ansprüche eines Ehelebens einerseits und jener seiner Kunst andererseits praktisch unrealistisch waren, aufgab und seine Energien nun auf den Kampf um die Vormundschaft umleitete. Seine Anspannungen hätten beinahe einen Nervenzusammenbruch verursacht; Beethovens Gesundheitszustand habe seine Schaffenskraft beeinträchtigt.
Im Kampf gegen seine Schwägerin Johanna, die Cooper als „professionelle Prostituierte“ bezeichnet, seien zahlreiche negative Charaktereigenschaften Beethovens zutage getreten, die an der Zurechnungsfähigkeit des Komponisten zweifeln ließen.
Karls Suizidversuch sieht Cooper unter anderem in Beethovens Verhalten begründet, dessen Einstellung zum Neffen von einem Extrem ins andere schwankte. Der Suizidversuch sei als Rache an Beethoven angelegt gewesen, wobei Stefan Wolf Coopers Zweifel an der Finalität des Suizidversuchs für unglaubwürdig hält. In der Beziehung Beethovens zu seinem Neffen sieht Cooper, ähnlich wie das Ehepaar Sterba, eine homosexuelle Komponente, wenn auch in einem schwächer ausgeprägten Ausmaß.

### G. R. Marek
Die 1970 von G. R. Marek verfasste Beethoven-Biographie bezeichnet den Neffenkonflikt als Hölle und fordert Mitleid für Beethoven ein. Die Verwicklungen seien durch Beethovens Suche nach jemandem, den er lieben konnte, zustande gekommen und hätten sich negativ auf seine Produktivität und Gesundheit ausgewirkt. Johanna van Beethoven sei zwar keine Erzschurkin, aber im Gegensatz zu Beethoven auch nicht fähig gewesen, den Blutsverwandten eines Genies zu erziehen und zu fördern. Johannas Kampf um Karl sei nur zum Teil in mütterlichem Instinkt, andererseits aber auch in der Sorge um ihre Pension begründet gewesen. Um 1825 habe sich der Konflikt zugespitzt, als offensichtlich wurde, dass Karls Talent für Beethovens Ansprüche nicht ausreichte. Durch den Suizidversuch habe Karl sich dem Widerspruch zwischen Johannas verwöhnendem und Beethovens forderndem Erziehungsstil entziehen wollen, wobei Wolf jedoch den Widerspruch sieht, dass Karl den Suizidversuch nicht 1819 unternahm, als der Streit um ihm am stärksten war, sondern erst 1826, als in dieser Hinsicht bereits Ruhe eingekehrt war.
Marek zufolge hat Beethoven sich Karl gegenüber insgesamt als „Tyrann“ gezeigt, der „in Liebe“ handelte.

### K.-H. Köhler
Als K.-H. Köhler ab 1968 Beethovens Konversationshefte herausgab, unternahm er auch eine Bewertung des Neffenkonflikts. Köhler zufolge hat die Vaterrolle gegenüber dem Neffen Beethoven Erfüllung und einen Ersatz für die angespannte Beziehung zu seinen Brüdern sowie für das Fehlen einer eigenen Familie geboten. Die wechselreiche brüderliche Beziehung habe auch zu Kaspar Karls Unsicherheiten bei der Abfassung des Testaments geführt. Die Bedrohung der Vaterrolle Beethovens durch Johanna habe auch den Hass des Komponisten gegenüber seiner Schwägerin begründet.
Karl selbst sei neben diesen Konflikten zusätzlich mit der Trennung von seiner Mutter und der Unterbringung im Internat sowie den Leistungsansprüchen des Internats und seines Onkels konfrontiert worden. Trotz seiner Intelligenz entwickelte Karl dennoch eine tiefe Abneigung gegen die Bildungsansprüche seines Onkels, die schließlich im Suizidversuch gegipfelt hätten. Die „Ärgernisse“ des Neffenkonflikts hätten Beethovens Schaffenskraft angeregt.
Stefan Wolf hält Köhler seine verständnisvolle Sicht auf Karl sowie die ausführliche Analyse der Beziehungen der beteiligten Personen zueinander zugute. Wolf stimmt Köhler zwar darin zu, dass Leistungsversagen das Selbstwertgefühl schädigen und in der Folge auch zu suizidalen Handlungen führen kann, bezweifelt aber angesichts Karls guter bis sehr guter Leistungen Köhlers Hypothese, Karl habe es an Ausdauer gefehlt.

### J. und B. Massin
J. und B. Massin zufolge legte Beethoven, auch wenn er nicht immer im Recht war, mit dem Bemühen um seinen Neffen ein „Zeugnis seiner Humanität“ ab; der Komponist sei durch seine Suche nach Liebe und Familienleben sowie seine Angst vor Einsamkeit getrieben gewesen. Karl selbst sei durch seine mäßige Intelligenz nicht imstande gewesen, der Gefährte eines Beethoven zu sein. Johanna sei nicht so schlecht gewesen, wie sie von Beethoven dargestellt worden sei, sondern sei lediglich leichtlebig gewesen, habe aber Misstrauen zwischen Karl und seinem Onkel säen wollen, wobei Karl zwischen die Fronten geraten sei. Durch das Verhalten Beethovens gegenüber seinem Neffen habe sich bei Karl eine „Sträflingsmentalität“ herausgebildet. Karls Suizidversuch, der möglicherweise auch Einfluss auf Beethovens Gesundheitszustand hatte, habe den Neffen autonomer gemacht und den Komponisten von einer drückenden Verantwortung befreit.
Stefan Wolf zufolge enthält die Darstellung des Neffenkonflikts durch J. und B. Massin lediglich Pauschalisierungen und Wertungen ohne jegliche Beweisführung. Der größte Schwerpunkt liege noch auf einer Charakterisierung der am Neffenkonflikt Beteiligten.

### Maynard Solomon
Dem Beethoven-Biographen Maynard Solomon zufolge hoffte der Komponist, mit einer Vormundschaft über Karl ein inneres Gleichgewicht zu erreichen. Das Kodizill gebe Kaspar Karls Wünsche wieder und sei ohne Johannas Einfluss entstanden. Nach dem Tod des Bruders habe Beethoven eine Reihe von Selbsttäuschungen entwickelt, vor allem jene, Vater geworden zu sein. Im Zusammenhang mit dem insgeheimen Begehren einer „Phantasie-Ehe“ mit Johanna, die nun verfügbar geworden sei, spricht Solomon von „Impulse[n] zu einer Vereinigung mit einer Mutterfigur“ in Verbindung mit einer „Angst vor väterlicher Rache“. Diese Beziehung zu Johanna habe Beethoven über Karl zu erreichen versucht. Ähnlich ambivalent sei Beethovens Beziehung zu Karl gewesen, den er einerseits in feindseliger Art zur Waise machte, von dem er aber andererseits familiäre Wärme erhielt. Ferner habe Beethoven in Karl den geliebten Bruder Kaspar Karl gesehen, der in Karl wieder auferstanden sei.
Gleichzeitig wollte er gegenüber Karl der ideale Vater sein, den er selber niemals hatte. In diesem Zusammenhang habe Beethoven im Vormundschaftsprozess die durch das „van“ suggerierte Adelszugehörigkeit nutzen wollen, um Karl eine „gräfliche Erziehung“ zukommen zu lassen. Laut Solomon gab es in Beethovens Vaterbild einen Konflikt zwischen einem idealen Vater und den realen Vater; dieser Konflikt sei durch Unklarheiten um Beethovens Geburtsjahr sowie die Existenz des erstgeborenen, früh verstorbenen und niemals vergessenen Ludwig Maria genährt worden. Die Tatsache, dass Johanna Karls Mutter war, habe eine Vaterschaft Beethovens klar und eindeutig widerlegt, woraus Beethovens Antipathie seiner Schwägerin gegenüber resultiert sei.
Beethovens Beziehungssystem zu Karl und Johanna habe zu einem Reifungsprozess bei Beethoven geführt sowie dazu, sich mit den Konflikten seines „Familienromans“ auseinanderzusetzen. Gleichzeitig habe das Geschehen Beethoven geholfen, zu einem Gleichgewicht zu finden, das ihm künstlerisch schließlich zu seinem Spätstil verhalf. Der Reifungsprozess habe zwischen 1820 und 1823 zu zahlreichen versöhnlichen Gesten geführt. Die ab 1824 erneut einsetzenden Konflikte mit Karl seien einerseits auf seinen schlechten Gesundheitszustand zurückzuführen sowie andererseits auf sein wiedererwachtes Begehren Johanna gegenüber.
Die Gründe für Karls Suizidversuch sieht Solomon in den von Beethoven ausgelösten Zwängen, in den Aggressionen, die Karl gegen sich selbst hegte und auf seinen Onkel projizierte, in Karls Wiedervereinigung mit seiner Mutter sowie in der von Beethoven postulierten Vaterrolle gegenüber Karl. Mit dem Suizidversuch habe Karl erreicht, dass Beethoven die von Karl angestrebte Loslösung akzeptierte.
Stefan Wolf fällt auf, dass Solomon im Gegensatz zu anderen Beethoven-Biographen die Familienangehörigen des Komponisten nicht als Personen ansieht, die diesem schadeten, sondern ihm nutzten. Weiterhin sei Solomons Analyse des Themas von der Psychoanalyse geprägt. In diesem Zusammenhang lassen die verschiedenen infrage kommenden psychoanalytischen Elemente, wie Solomon selbst zugibt, verschiedene Kombinationen dieser Elemente für mögliche Erklärungen zu. Dieses Phänomen wird durch Lücken in der biographischen Überlieferung verstärkt. Aus diesem Grund hegt Wolf Zweifel daran, welchen Stellenwert Beethovens Zweifel über sein tatsächliches Geburtsjahr für seine Biographie tatsächlich hatten. Ebenso bezweifelt Wolf, ob das Adelsprädikat im Vormundschaftsprozess für Beethoven wirklich so wichtig war, wie Solomon es darstellt.
Insgesamt betrachtet hält Wolf diese Bedenken aber für zweitrangig angesichts der Tatsache, dass Solomon in Bezug auf Karl und Johanna mit zahlreichen Stereotypen und Vorurteilen aufräumt.

### R. Emans
Emans konzentriert sich in der Darstellung des Neffenkonflikts auf den Vormundschaftsprozess und bezweifelt die Substanz der Vorwürfe des Komponisten gegen Johanna van Beethoven. Die Gründe von Beethovens Hass gegen seine Schwägerin sieht Evans zum einen in der Veruntreuung von Kaspar Karls Vermögen durch Johanna im Jahr 1811 sowie in Johanna als angeblicher Ursache für Kaspar Karls tödlichen Erkrankungszustand. Johanna sei im Prozess naiv, aber nicht bösartig gewesen, während Beethoven seine Beziehungen zu seinem Vorteil zu nutzen versucht habe. Beethovens Denkschrift an das Appellationsgericht im Jahr 1820 sei von einem „Verlust des Realitätsbezugs“ geprägt. Seinen Neffen habe Beethoven durch Sekretärsdienste während des Studiums sowie durch stetige Überwachung und Vorwürfe eingeengt, wogegen Karl sich durch seinen Suizidversuch zu wehren versucht habe. Beethoven sei unfähig gewesen, Karl und Johanna als individuelle Persönlichkeiten zu akzeptieren.
Stefan Wolf fällt auf, dass Beethoven in Emans’ Sichtweise vor allem durch seine Taubheit behindert war und unter psychischen Besonderheiten litt, unter denen sein Umfeld zu leiden hatte.

### Harry Goldschmidt

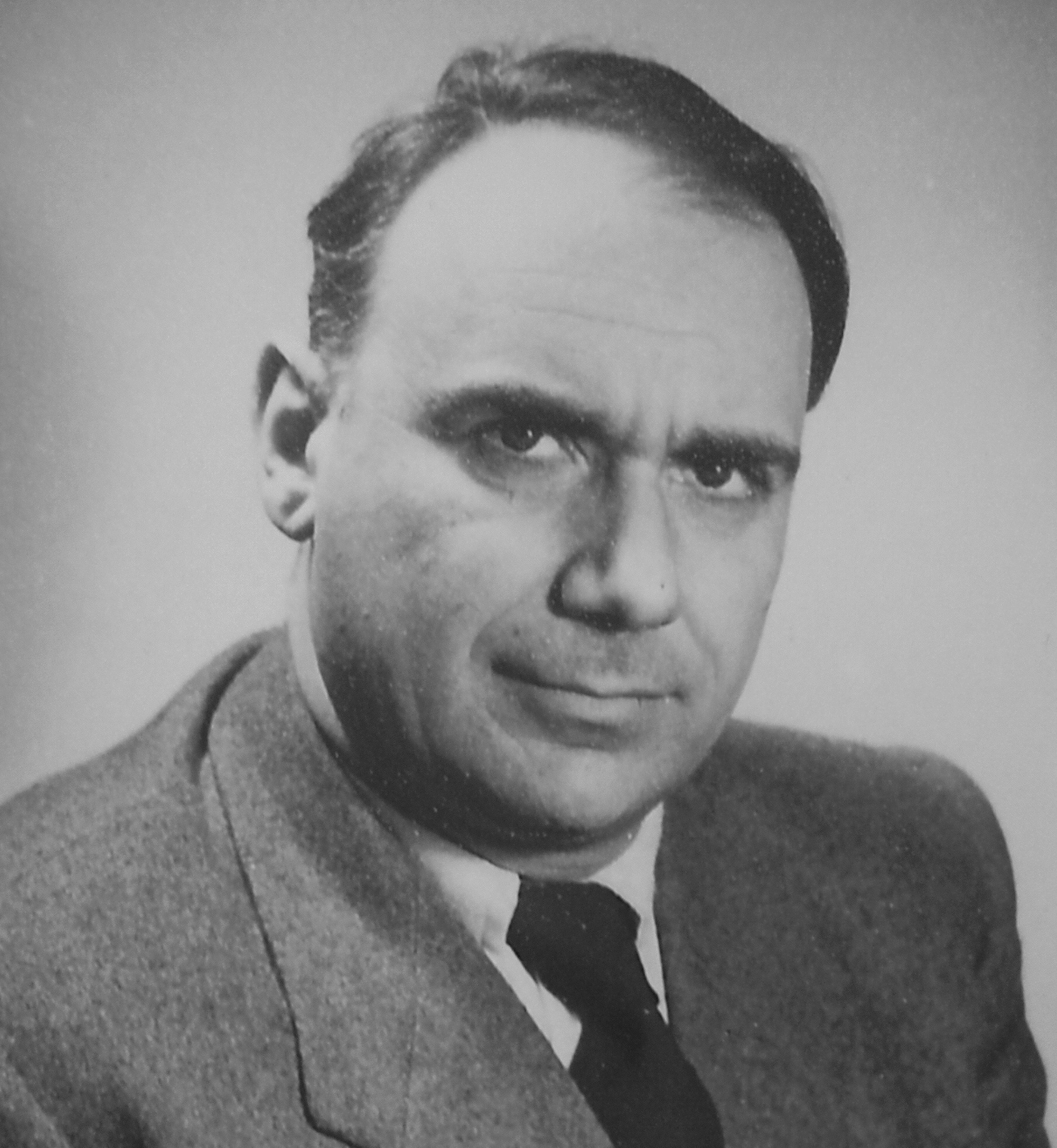
Harry Goldschmidt

In seiner Analyse des Neffenkonflikts greift Harry Goldschmidt zum Großteil auf andere Autoren zurück, tritt aber vehement für eine psychologische Fundierung von Biographik sowohl im Allgemeinen als auch speziell bei Beethoven ein. In Bezug auf den Neffenkonflikt betont Goldschmidt dessen Zusammenhang innerhalb Beethovens gesamter Lebensgeschichte. Beethovens destruktives Verhalten Karl gegenüber lässt laut Goldschmidt den Schluss zu, dass Beethoven in Karl einen Ersatz für den erfolglos angestrebten Aufbau einer Liebesbeziehung zu einer Frau suchte. Goldschmidt sieht seine Theorie darin bestätigt, dass das Bemühen Beethovens um seinen Neffen im Jahr 1813 und damit kurz nach dem Scheitern von Beethovens letzten Bemühungen um eine Frau – der „Unsterblichen Geliebten“ – im Jahr 1812 einsetzte. Die von Beethoven angestrebte Vaterrolle sei durch das idealisierte Männerbild und das entsexualisierte Frauenbild seiner Zeit verstärkt worden. Darauf aufbauend, untersucht Goldschmidt, warum Beethovens sämtliche Liebesbeziehungen zu Frauen scheiterten, und sieht den Grund dafür in dem Stellenwert, den die Kunst in seinem Leben hatte; Konfliktsituationen und Leiden hätten Beethovens Produktivität gesteigert. Die Jahre 1816–1818 hätten durch ihre extreme Auswirkung sogar das Gegenteil bewirkt, ehe danach ein neuer Höhepunkt in Beethovens Produktivität einsetzte (Hammerklaviersonate, Missa solemnis). Wie der Neffenkonflikt hätten auch Beethovens Taubheit und das fehlende Eheglück den Komponisten immer wieder angeregt, die Grenzen seiner Kunst zu erweitern.
Goldschmidt verarbeitet in seiner Analyse Theorien von Gordon Allport, Michael Balint, Karl Jaspers, Kurt Lewin und Hans Thomae. Stefan Wolf gesteht Goldschmidt ein Bemühen um wissenschaftliche Fundierung zu, hält aber beispielsweise die Kompensationstheorie der Frustration als Erklärung für Beethovens engagiertes Handeln in Bezug auf die Vormundschaft für „naiv“. Wolf sieht in Goldschmidts These der Selbstaufopferung für die Kunst eine Übereinstimmung mit Beethovens Selbstverständnis und wirft die Frage auf, ob sie nicht einfach nur im Nachhinein die durch Konfliktsituationen erlebten Erfahrungen lindern soll.

### Stefan Wolf
Stefan Wolf zufolge wurde die Grundlage für Beethovens Verhaltensmuster im Neffenkonflikt, das sich bereits vorher in seiner überdurchschnittlichen, väterlich anmutenden Sorge um seine Brüder gezeigt hatte, in der Kindheit des Komponisten gelegt. Demzufolge hatte Beethovens Mutter Maria Magdalena van Beethoven die Gunst ihres Schwiegervaters, Ludwig van Beethoven d. Ä. durch Geburt und Erziehung eines männlichen Stammhalters gewinnen wollen. Aus dieser Motivation heraus habe sie eine fast überfürsorgliche Einstellung zu ihrem Sohn Ludwig entwickelt, zumal ihr im Jahr 1768 geborener Sohn, ebenfalls mit Namen Ludwig, im Alter von wenigen Tagen gestorben war. Beethoven selbst hätte in dieser Konstellation eine verlässliche Vaterfigur als Gegenpol gebraucht. Johann van Beethoven jedoch, der, wie Gerhard von Breuning, der Vater von Beethovens langjährigem Freund Stephan von Breuning, berichtet, des Öfteren wegen Trunkenheit in Konflikt mit der Polizei geriet und der Hilfe seines Sohnes bedurfte, war nicht imstande, eine solche Vaterrolle einzunehmen.
Ferner folgte Beethoven laut Wolf bei Karls Erziehung mehreren Ansichten über das Wesen eines Kindes. Zum einen sah er ein Kind als „Gefäß“ der Erziehung. Ein Kind sei demnach von außen – im Guten wie im Bösen – beliebig formbar. In diesem Sinne führt er einmal Karls schlechtes Benehmen ihm gegenüber auf Johanna zurück: „Dies datiert sich von seiner Mutter her noch von seinem lezten Aufenthalte bey ihr, man kann denken, welches Gift sie ihm beygebracht hat“. Diese Ansichtsweise erfordert einen „allmächtigen Erzieher“, der Kontrolle und Strenge walten lässt. Zum zweiten sieht Beethoven – möglicherweise von Jean-Jacques Rousseau beeinflusst – das Kind auch als „Pflanze“ („Geduld hat ja der Gärtner mit seinen Pflanzen, er wartet ihrer, läßt zu, bindet wieder, u. der Mensch soll es nicht mit der jungen Menschenpflanze haben?“) und ermahnt dementsprechend Czerny und Giannattasio zu einem emotionalen und verständnisvollen Umgang mit Karl. Andererseits hat Beethoven auch ein Bild vom Kind als „Schlange“, das bereits von sich aus die Fähigkeit zum Bösen in sich trägt und dafür lediglich einen kleinen Anreiz von außen braucht, etwa durch die „böse“ Mutter Johanna. „Es ist zuviel gefordert, daß ich mir eine Schlange in meinem eigenen Busen erziehen laßen soll“, wie Beethoven in einem Brief an das Blöchingersche Institut schreibt.
Nach Wolfs Einschätzung könnte Beethoven in der Vormundschaft einen „Ehe-Ersatz“ gesucht haben, ohne dabei die Verpflichtung eines Ehelebens eingehen zu müssen; es habe immer die Möglichkeit bestanden, die Verantwortung und damit die Ausübung der Beziehung an andere Mitvormünder zu übertragen. Wolf stimmt auch Maynard Solomons Vermutung zu, Beethoven könnte über Karl eine „Phantasie-Ehe“ mit Johanna angestrebt haben, und sieht in Beethovens feindseliger Haltung gegenüber seiner Schwägerin keinen Widerspruch, da, wie G. und R. Blanck ausführen, eine unbewusst ersehnte Nähe so gefürchtet werden kann, „daß man sie aggressiv abwehrt“. Wolf führt diesen Mechanismus bei Beethoven auf dessen Mutterbild zurück.
Auf ähnliche Weise stimmt Wolf Solomons Einschätzung zu, die Sorge um den Neffen könne als „Schaffens-Ersatz“ gedient haben, da sich 1815 sein „heroischer Stil“ dem Ende zuneigte und gerade das Publikumsinteresse, das der Komponist zu dieser Zeit erlebte, ihm die große Nichtigkeit seiner Existenz bewusst machte.
Als Beethoven sofort nach dem Tod seines Bruders um die Vormundschaft seines Neffen zu kämpfen begann, nahm er, so Wolf, Karl und dessen Mutter Johanna die Möglichkeit, angemessen um den soeben verstorbenen Vater und Ehemann zu trauern. Die fehlende Möglichkeit, den Trauerprozess abzuschließen, war Wolf zufolge auch der Grund, warum Karl seinen Onkel nicht als Vaterersatz akzeptieren konnte; gleichzeitig habe der gemeinsame Verlust die Bindung zwischen Karl und seiner Mutter gestärkt. Sein Ausreißen zu der Mutter während seiner Aufenthalte bei Beethoven hätten dazu gedient, „sich ihrer erneut zu vergewissern“. Gleichzeitig musste Karl, so Wolf, die Angriffe seines Onkels gegen seine Mutter auch als Angriffe gegen sich selbst verstehen, da er sich mit ihr identifizierte. Gleichzeitig merkt Wolf auch an, dass ihr im Jahr 1811 unternommener Versuch, durch Veruntreuung und Verleumdung ihren Gläubigern zu entgehen, nichts Gutes über ihre Eignung aussagte, Erziehungsverantwortung für ein Kind zu übernehmen. Die Geburt der Stiefschwester Ludovica habe, so Wolf, Karl die Möglichkeit gegeben, seinen durch die Streitigkeiten zwischen Onkel und Mutter entstandenen Loyalitätskonflikt zu beenden und sich innerlich von seiner Mutter zu distanzieren, die nun den verloren gegangenen Sohn anscheinend durch Ludovica ersetzte. Daher riet er seinem Onkel beispielsweise, sie bei seinen Alimentsforderungen nicht allzu sehr zu schonen.
Gleichzeitig erlegte Beethoven seinem Neffen eine hohe Bürde auf, indem er mit seinen hohen moralischen Ansprüchen ein hehres Ich-Ideal an Karl verwirklichen wollte. Dies könnte Wolf zufolge auch der Grund dafür sein, dass Karl sich der Abschlussprüfung an der Universität gar nicht erst stellte. Das Scheitern an den Idealen des Onkels kommt in diesem Sinne auch darin zum Ausdruck, dass Karl nach seinen Versuchen, zunächst Künstler, dann Wissenschaftler und schließlich Kaufmann zu werden, am Ende Soldat wurde und damit der vom Onkel am wenigsten geschätzten Tätigkeit nachging.
Die Inanspruchnahme Karls durch seinen Onkel kam zum anderen auch in der Überwachung seiner Person und seines Tagesablaufs durch seinen Onkel zum Ausdruck, die mit dem Autonomiebestreben kollidierte, das Karl während des Kampfes um die Vormundschaft altersbedingt entwickelte. Neben all den Spannungen, die geeignet waren, bei Karl den Wunsch nach Loslösung von seinem Onkel zu fördern, gab es auf der anderen Seite auch Umstände, die eine Aufrechterhaltung der Beziehung begünstigten. Diese bestanden einerseits in der tatsächlichen Abhängigkeit Karls von seinem Onkel auf Grund der Vormundschaft; andererseits profitierte er auch vom hohen Ansehen seines Onkels in der Öffentlichkeit, da hierdurch auch Karl eine gewisse öffentliche Beachtung fand.
Bei der polizeilichen Untersuchung seines Suizidversuchs sagte Karl aus: „Ich / bin schlechter geworden, / weil mich mein Onkel / besser haben wollte“. In dem Vormundschaftsanspruch und der daraus resultierenden Beziehungskonstellation sieht Wolf einen wesentlichen Grund für den Suizidversuch. Karl habe die gegen seinen Onkel gehegten Aggressionen letztendlich gegen sich selbst gerichtet.